# Magasinet Søndag
 For alternative betydninger, se Søndag (flertydig). (Se også artikler, som begynder med Søndag)
Magasinet Søndag, også kendt som Søndagsmagasinet og Søndag, er et tv-program på DR1.
Det var et aktuelt nyhedsmagasin, der har været sendt på Danmarks Radio fra 1980 til 2006. Indholdet var kritisk journalistik, baggrundsreportage, interviews og såkaldte "bløde" historier, der ikke normalt er at finde i danske nyhedsudsendelser. Det blev sendt hver søndag kl. 21:12 på DR1.
I årene 1996 til 2005 delte Morten Løkkegaard og Steffen Kretz værts- og redaktør-rollen på Søndagsmagasinet. I den periode var Søndagsmagasinet dagsordensættende og det mest sete nyhedsmagsin i Danmark. Over en million seere fulgte hver søndag udsendelserne, som ofte satte præg på den efterfølgende uges politiske debat med kritiske reportager og interviews. Efter stridigheder med ledelsen af DR's nyhedsmagasiner sidst i 2004, valgte først Steffen Kretz at stoppe og blive afløst af Trine Sick. Steffen Kretz producerede herefter DR's internationale interviewserie, De Skrev Historie. Morten Løkkegaards medvært blev Trine Sick, men i 2005 tog så også Morten Løkkegaard konsekvensen af de interne stridigheder og sagde sit job i DR op. Mette Vibe Utzon var derefter vært alene på det der nu hed Magasinet Søndag, dog uden jobbet som redaktør der blev frataget værten på programmet fra nu af. I 2006 søgte Mette Vibe Utzon orlov fra skærmen og blev afløst af underholdningsværten Natasja Crone, der er kendt fra Dansk Melodi Grand Prix. Derefter blev programmets sidste vært igen Trine Sick fra TV Avisen. 
Sidst i 2005 besluttede Danmarks Radio at slå programmet sammen med TV Avisens sending kl. 21. 
Magasinet Søndag sendte sidste gang i december 2006, og blev fra 1. januar 2007 afløst af 21 Søndag med Anders Bech-Jessen som vært.
Af toneangivende historier der har været sendt første gang i Søndagsmagasinet, kan nævnes: "Skandalen omkring Seest undersøgelserne", "historien om Naja og Steen","Søren Ventegodt-sagen", "forholdene på plejehjemmet Fælledgården","illegal abort", "historien om den danske Guantanamo-fange", "smittefarlige ismaskiner på Rigshospitalet" m.m. 

## Værter påSøndagsmagasinet
- Alice Vestergaard
- Ole Thisted
- Jørgen Flindt Pedersen
- Lene Johansen
- Steffen Kretz
- Morten Løkkegaard
- Trine Sick
- Mette Vibe Utzon
- Natasja Crone
- Trine Sick

## Udvalgte journalister der har arbejdet påSøndagsmagasinet
- Cathrine Gyldensted
- Mette Frisk
- Ole Retsbo
- Søren Bendixen
- Søren Klovborg
- Johan Engbo
- Helle Faber
- Anders Agger
- Charlotte Hagen Striib
- Jeppe Nybroe
- Torben Schou
- Cecilie Beck
- Naja Nielsen
- Michael Elsborg
- Janni Brixen

## Ekstern henvisning
- Programmets side på DR